# Mark Power
Mark Power (ur. 1959 w Harpenden) – brytyjski fotograf. Jest członkiem Magnum Photos i profesorem fotografii na Wydziale Sztuki i Architektury Uniwersytetu w Brighton.

## Publikacje
- The Shipping Forecast. Zelda Cheatle Press/Network, 1996.
- Superstructure. Harper Collins Illustrated, 2000.
- The Treasury Project. Brighton: Photoworks, 2002.
- 26 Different Endings. Brighton: Photoworks, 2007.
- Signes. Gulbenkian Foundation exhibition catalogue, 2008.
- Melodia dwóch pieśni / The Sound of Two Songs. Brighton: Photoworks, 2010.
- MASS. Gost, 2013.
- Swap Shop - Postcards from America IV: Florida. London: Magnet Publishing, 2013.
- Die Mauer ist Weg!. Brighton and Hove: self-published / Globtik Books, 2014.
- Icebreaker. Another Place, 2018.
- Maintenance. Kyoto, Japan: Seigensha, 2018.
- Good Morning, America (Volume I). London: Gost, 2019.
- Good Morning, America (Volume II). London: Gost, 2019.
- Good Morning, America (Volume III). London: Gost, 2020.